# 426P/PANSTARRS
426P/PANSTARRS è una cometa periodica appartenente alla famiglia delle comete della fascia principale. La cometa è stata scoperta il 8 gennaio 2019 ma già al momento dell'annuncio della scoperta erano note osservazioni risalenti fino al 3 ottobre 2017 , la sua riscoperta il 17 maggio 2021 ha permesso di numerarla .